# Équipe d'Arabie saoudite féminine de football
Cet article traite de l'équipe féminine. Pour l'équipe masculine, voir Équipe d'Arabie saoudite de football.
Maillots
L'équipe d'Arabie saoudite féminine de football est une sélection des meilleures joueuses saoudiennes représentant le pays lors des compétitions régionales, continentales et internationales sous l'égide de la Fédération d'Arabie saoudite de football.

## Histoire
Le 2 novembre 2021, Monika Staab dirige le premier entraînement de l'équipe féminine saoudienne de football.
Le premier match officiel de la sélection saoudienne est une rencontre face aux Seychelles le 20 février 2022 à Malé aux Maldives dans le cadre d'un tournoi amical. Les Saoudiennes s'imposent sur le score de 2 buts à 0 grâce à Al-Bandari Mubarak et Mariam Al-Tamimi,.